# Campionatul Mondial de Atletism din 2023 - Aruncarea greutății (feminin)

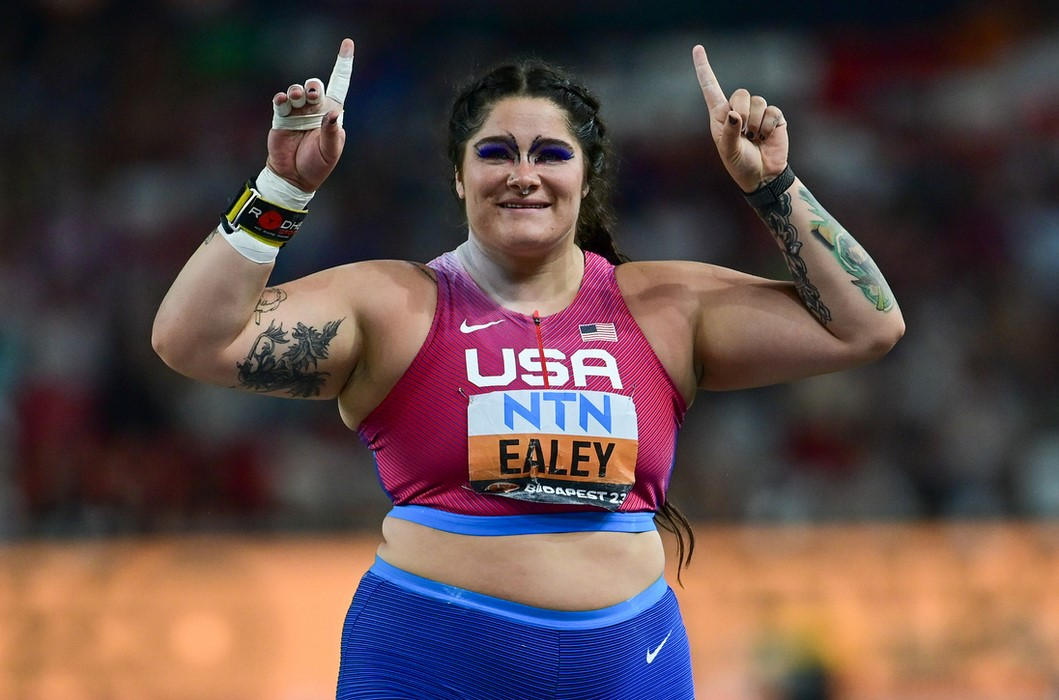
Chase Ealey Budapest 2023

Proba feminină de aruncare a greutății de la Campionatul Mondial de Atletism din 2023 a avut loc pe 26 august 2023 pe Centrul Național de Atletism din Budapesta, Ungaria.

## Program
Ora este ora Ungariei (UTC+1)
| Dată      | Oră   | Etapă      |
| --------- | ----- | ---------- |
| 26 august | 10:25 | Calificări |
| 26 august | 20:15 | Finala     |

## Rezultate

### Calificări
În finală s-au calificat toate sportivele care au aruncat greutatea la distanța de 19,1m (C) sau cele mai bune 12 performanțe (c).
| Loc | Grupă | Nume                     | Țară                       | Rundă | Rundă | Rundă | Cea mai bună performanță | Note  |
| Loc | Grupă | Nume                     | Țară                       | 1     | 2     | 3     | Cea mai bună performanță | Note  |
| --- | ----- | ------------------------ | -------------------------- | ----- | ----- | ----- | ------------------------ | ----- |
| 1   | A     | Jessica Schilder         | Țările de Jos              | 19,64 |       |       | 19,64                    | C, SB |
| 2   | B     | Auriol Dongmo            | Portugalia                 | 19,59 |       |       | 19,59                    | C     |
| 3   | B     | Yemisi Ogunleye          | Germania                   | 19,44 |       |       | 19,44                    | C, PB |
| 4   | A     | Maggie Ewen              | Statele Unite ale Americii | 19,42 |       |       | 19,42                    | C     |
| 5   | A     | Sarah Mitton             | Canada                     | 19,37 |       |       | 19,37                    | C     |
| 6   | A     | Danniel Thomas-Dodd      | Jamaica                    | 17,75 | 18,77 | 19,36 | 19,36                    | C     |
| 7   | B     | Chase Ealey              | Statele Unite ale Americii | 19,27 |       |       | 19,27                    | C     |
| 8   | B     | Gong Lijiao              | China                      | 19,16 |       |       | 19,16                    | C     |
| 9   | A     | Sara Gambetta            | Germania                   | 18,70 | 18,29 | 18,39 | 18,70                    | c     |
| 10  | B     | Jorinde van Klinken      | Țările de Jos              | 18,66 | 17,68 | 18,19 | 18,66                    | c     |
| 11  | A     | Song Jiayuan             | China                      | 18,40 | 18,54 | 18,64 | 18,64                    | c     |
| 12  | B     | Maddison-Lee Wesche      | Noua Zeelandă              | 18,59 | 18,10 | 17,93 | 18,59                    | c     |
| 13  | A     | Axelina Johansson        | Suedia                     | 18,57 | X     | X     | 18,57                    |       |
| 14  | B     | Fanny Roos               | Suedia                     | 17,82 | 18,41 | X     | 18,41                    |       |
| 15  | B     | Julia Ritter             | Germania                   | 17,40 | 18,41 | 17,34 | 18,41                    | SB    |
| 16  | A     | Jessica Inchude          | Portugalia                 | 17,74 | X     | 18,16 | 18,16                    |       |
| 17  | B     | Zhang Linru              | China                      | 17,46 | 17,62 | 18,08 | 18,08                    |       |
| 18  | B     | Sara Lennman             | Suedia                     | 18,05 | 17,44 | 17,71 | 18,05                    |       |
| 19  | A     | Alida van Daalen         | Țările de Jos              | 16,95 | 17,93 | 17,58 | 17,93                    |       |
| 20  | A     | Anita Márton             | Ungaria                    | 16,69 | 17,67 | 17,85 | 17,85                    |       |
| 21  | B     | Eliana Bandeira          | Portugalia                 | X     | X     | 17,79 | 17,79                    |       |
| 22  | A     | Dimitriana Bezede        | Republica Moldova          | 16,85 | 17,69 | X     | 17,69                    |       |
| 23  | A     | Adelaide Aquilla         | Statele Unite ale Americii | 17,42 | 17,14 | 17,29 | 17,42                    |       |
| 24  | B     | Klaudia Kardasz          | Polonia                    | 17,27 | X     | X     | 17,27                    |       |
| 25  | A     | Ana Caroline Silva       | Brazilia                   | X     | 16,63 | 17,18 | 17,18                    |       |
| 26  | B     | Jalani Davis             | Statele Unite ale Americii | X     | 16,93 | X     | 16,93                    |       |
| 27  | A     | Erna Sóley Gunnarsdóttir | Islanda                    | 16,68 | 15,73 | 16,07 | 16,68                    |       |
| 28  | B     | Livia Avancini           | Brazilia                   | 16,62 | X     | 16,26 | 16,62                    |       |
| 29  | A     | Eveliina Rouvali         | Finlanda                   | 16,36 | 16,43 | 16,61 | 16,61                    |       |
| 30  | B     | Ivana Gallardo           | Chile                      | 16,55 | X     | X     | 16,55                    |       |
| 31  | A     | Senja Mäkitörmä          | Finlanda                   | 16,27 | 16,21 | 16,19 | 16,27                    |       |
| 32  | B     | Ischke Senekal           | Africa de Sud              | 14,96 | 16,20 | 14,89 | 16,20                    |       |
| 33  | B     | Emilia Kangas            | Finlanda                   | 15,94 | X     | X     | 15,94                    |       |
| 34  | A     | Jeong Yu-sun             | Coreea de Sud              | X     | 14,84 | 15,56 | 15,56                    |       |
| 35  | B     | Grace Tennant            | Canada                     | X     | X     | X     | FM                       |       |

### Finala
Finala s-a disputat pe 26 august. 
| Loc | Nume                | Țară                       | Rundă | Rundă | Rundă | Rundă | Rundă | Rundă | Cea mai bună performanță | Note |
| Loc | Nume                | Țară                       | 1     | 2     | 3     | 4     | 5     | 6     | Cea mai bună performanță | Note |
| --- | ------------------- | -------------------------- | ----- | ----- | ----- | ----- | ----- | ----- | ------------------------ | ---- |
| 1   | Chase Ealey         | Statele Unite ale Americii | 20,35 | 19,71 | x     | 20,04 | 20,43 | x     | 20,43                    | SB   |
| 2   | Sarah Mitton        | Canada                     | 19,17 | 19,27 | 19,90 | 19,30 | 20,08 | x     | 20,08                    | SB   |
| 3   | Gong Lijiao         | China                      | 18,89 | 19,37 | x     | 19,69 | 19,67 | 19,35 | 19,69                    |      |
| 4   | Auriol Dongmo       | Portugalia                 | 18,79 | 19,63 | x     | 19,69 | 19,55 | x     | 19,69                    |      |
| 5   | Danniel Thomas-Dodd | Jamaica                    | 19,38 | 19,33 | 19,59 | x     | 18,61 | 18,98 | 19,59                    |      |
| 6   | Maggie Ewen         | Statele Unite ale Americii | 19,51 | 19,21 | 18,65 | x     | 19,27 | 19,49 | 19,51                    |      |
| 7   | Maddison-Lee Wesche | Noua Zeelandă              | 18,81 | x     | 19,47 | 19,41 | 19,51 | x     | 19,51                    | PB   |
| 8   | Jessica Schilder    | Țările de Jos              | 18,25 | 19,13 | 19,26 | x     | x     | 18,14 | 19,26                    |      |
| 9   | Jorinde van Klinken | Țările de Jos              | 19,05 | 18,45 | x     |       |       |       | 19,05                    |      |
| 10  | Yemisi Ogunleye     | Germania                   | x     | 18,97 | x     |       |       |       | 18,97                    |      |
| 11  | Song Jiayuan        | China                      | 18,50 | 18,18 | 18,90 |       |       |       | 18,90                    |      |
| 12  | Sara Gambetta       | Germania                   | 18,70 | x     | 18,71 |       |       |       | 18,71                    |      |